# 18. politbyro ústředního výboru Komunistické strany Číny
18. politbyro Ústředního výboru Komunistické strany Číny (čínsky v českém přepisu Čung-kuo Kung-čchan-tang ti-š’-pa-ťie Čung-jang Čeng-č’-ťü, pchin-jinem Zhōngguó Gòngchǎndǎng dìshíbājiè Zhōngyāng Zhèngzhìjú, znaky 中国共产党第十八届中央政治局) bylo v letech 2012–2017 skupinou 25 členů ústředního výboru Komunistické strany Číny, která tvořila užší vedení Komunistické strany Číny. Sedm nejvýznamnějších členů politbyra tvořilo nejužší vedení, takzvaný stálý výbor politbyra ústředního výboru Komunistické strany Číny.
18. politbyro bylo zvoleno 15. listopadu 2012 na prvním zasedání ústředního výboru zvoleného na závěr XVIII. sjezdu KS Číny. Mělo 25 členů, z nich patnáct nových. Stálý výbor politbyra měl sedm členů, z předešlého funkčního období v něm zůstali dva politici, a sice nový generální tajemník Si Ťin-pching a Li Kche-čchiang, na jaře 2013 jmenovaný premiérem, pět členů starého politbyra nastoupilo na místa odcházejících členů stálého výboru – Čang Te-ťiang, Jü Čeng-šeng, Liou Jün-šan, Wang Čchi-šan a Čang Kao-li. Z ostatních členů starého politbyra zůstali pouze Liou Jen-tung, Li Jüan-čchao a Wang Jang; zbylých čtrnáct překročilo nejvyšší přípustný věk pro znovuzvolení (67 let).
Během funkčního období 18. politbyra došlo k několika změnám: V prosinci 2014 Sun Čchun-lan přešla z funkce tajemnice strany v Tchien-ťinu do Pekingu na místo oddělení jednotné fronty, uvolněné po odvolání Ling Ťi-chuy obviněného (a později odsouzeného) z korupce. Dva členové politbyra – Čang Čchun-sien a Kuo Ťin-lung byli v srpnu 2016 a květnu 2017 přeloženi z míst tajemníků v Sin-ťiangu a Pekingu na čestné, ale relativně nedůležité pozice v centrálním stranickém aparátu. A konečně v červenci 2017 byl odvolán čchungčchingský tajemník Sun Čeng-cchaj, vyšetřovaný kvůli korupci; v září 2017 byl vyloučen ze strany a následujícího roku odsouzen k doživotnímu trestu.

## Složení politbyra
Jako úřad je uvedeno zaměstnání a funkce vykonávané v době členství v politbyru, v případě funkcí ve státní správě jde o funkce a úřady zaujaté od zasedání  parlamentu, Všečínským shromážděním lidových zástupců (VSLZ), případně Čínského lidového politického poradního shromáždění (ČLPPS) na jaře 2013. Členové stálého výboru politbyra jsou uvedeni v pořadí podle významu, ostatní členové politbyra v (čínském) abecedním pořadí.
| Minulé období                    | Jméno                                                  | Rok narození                     | Úřady a funkce | Úřady a funkce                                                                   | Úřady a funkce                                                                                               | Další období                     |
| Minulé období                    | Jméno                                                  | Rok narození                     | civilní stranické | civilní státní a jiné                                                            | vojenské | Další období                     |
| Členové stálého výboru politbyra | Členové stálého výboru politbyra                       | Členové stálého výboru politbyra | Členové stálého výboru politbyra | Členové stálého výboru politbyra                                                 | Členové stálého výboru politbyra                                                                             | Členové stálého výboru politbyra |
| -------------------------------- | ------------------------------------------------------ | -------------------------------- | --- | -------------------------------------------------------------------------------- | --- | -------------------------------- |
| 17.                              | Si Ťin-pching 习近平                                   | 1953                             | generální tajemník ÚV | prezident                                                                        | předseda Ústřední vojenské komise Komunistické strany Číny, předseda Ústřední vojenské komise ČLR            | 19., 20.                         |
| 17.                              | Li Kche-čchiang 李克强                                 | 1955                             | | předseda Státní rady                                                             | | 19.                              |
| 16., 17.                         | Čang Te-ťiang 张德江                                   | 1946                             | | předseda stálého výboru Všečínského shromáždění lidových zástupců                | | –                                |
| 16., 17.                         | Jü Čeng-šeng 俞正声                                    | 1945                             | | předseda celostátního výboru Čínského lidového politického poradního shromáždění | | –                                |
| 16., 17.                         | Liou Jün-šan 刘云山                                    | 1947                             | (první) tajemník ÚV, ředitel Ústřední stranické školy                                                                                            |                                                                                  | | –                                |
| 17.                              | Wang Čchi-šan 王岐山                                   | 1948                             | tajemník Ústřední komise pro kontrolu disciplíny KS Číny                                                                                         |                                                                                  | | –                                |
| 17.                              | Čang Kao-li 张高丽                                     | 1946                             | | (první) místopředseda Státní rady                                                | | –                                |
| Ostatní členové politbyra        |                                                        |                                  | |                                                                                  | |                                  |
| –                                | Ma Kchaj 马凯                                          | 1946                             | | místopředseda Státní rady                                                        | | –                                |
| –                                | Wang Chu-ning 王沪宁                                   | 1955                             | ředitel Politického výzkumného úřadu ÚV |                                                                                  | | 19., 20.                         |
| 17.                              | Liou Jen-tung 刘延东                                   | 1945                             | | místopředsedkyně Státní rady                                                     | | –                                |
| –                                | Liou Čchi-pao 刘奇葆                                   | 1953                             | tajemník ÚV, vedoucí oddělení propagandy ÚV |                                                                                  | | –                                |
| –                                | Sü Čchi-liang 许其亮                                   | 1950                             | |                                                                                  | generálplukovník, místopředseda Ústřední vojenské komise KS Číny, místopředseda Ústřední vojenské komise ČLR | 19.                              |
| –                                | Sun Čchun-lan 孙春兰                                   | 1950                             | tajemnice tchienťinského městského výboru (do prosince 2014), vedoucí oddělení jednotné fronty ÚV (od prosince 2014)                             |                                                                                  | | 19.                              |
| –                                | Sun Čeng-cchaj 孙政才 (v září 2017 vyloučen ze strany) | 1963                             | tajemník čchungčchingského městského výboru (do července 2017)                                                                                   |                                                                                  | | –                                |
| –                                | Li Ťien-kuo 李建国                                     | 1946                             | | (první) místopředseda stálého výboru VSLZ, předseda Všečínské federace odborů    | | –                                |
| 17.                              | Li Jüan-čchao 李源潮                                   | 1950                             | | viceprezident                                                                    | | –                                |
| 17.                              | Wang Jang 汪洋                                         | 1955                             | | místopředseda Státní rady                                                        | | 19.                              |
| –                                | Čang Čchun-sien 张春贤                                 | 1953                             | tajemník sinťiangského oblastního výboru (do srpna 2016), zástupce vedoucího ústřední skupiny pro výstavbu strany (Liou Jün-šana, od srpna 2016) |                                                                                  | | –                                |
| –                                | Fan Čchang-lung 范长龙                                 | 1947                             | |                                                                                  | generálplukovník, místopředseda Ústřední vojenské komise KS Číny, místopředseda Ústřední vojenské komise ČLR | –                                |
| –                                | Meng Ťien-ču 孟建柱                                    | 1947                             | tajemník ústřední politické a právní komise |                                                                                  | | –                                |
| –                                | Čao Le-ťi 赵乐际                                       | 1957                             | tajemník ÚV, vedoucí organizačního oddělení ÚV                                                                                                   |                                                                                  | | 19., 20.                         |
| –                                | Chu Čchun-chua 胡春华                                  | 1963                             | tajemník kuangtungského provinčního výboru |                                                                                  | | 19.                              |
| –                                | Li Čan-šu 栗战书                                       | 1950                             | tajemník ÚV, vedoucí Hlavní kanceláře ÚV |                                                                                  | | 19.                              |
| –                                | Kuo Ťin-lung 郭金龙                                    | 1947                             | tajemník pekingského městského výboru (do května 2017), místopředseda ústřední komise pro řízení výstavby duchovní civilizace (od května 2017)   |                                                                                  | | –                                |
| –                                | Chan Čeng 韩正                                         | 1954                             | tajemník šanghajského městského výboru |                                                                                  | | 19.                              |